# Podenzano
Podenzano é uma comuna italiana da região da Emília-Romanha, província de Piacenza, com cerca de 8.269 habitantes. Estende-se por uma área de 44,58 km², tendo uma densidade populacional de 170 hab/km². Faz fronteira com Gossolengo, Piacenza, Pontenure, Rivergaro, San Giorgio Piacentino, Vigolzone.

## Demografia
| Variação demográfica do município entre 1861 e 2011                               |
|                                                                                   |
| Fonte: Istituto Nazionale di Statistica (ISTAT) - Elaboração gráfica da Wikipedia |